# Urbuarema
Urbuarema ist ein osttimoresischer Ort im Suco Fatubossa (Verwaltungsamt Aileu, Gemeinde Aileu).

## Geographie
Urbuarema liegt an der Ostgrenze der Aldeia Hoholete auf einer Meereshöhe von 1661 m. Die Häuser des Weilers sind nur über einen Feldweg zu erreichen. Im Nordwesten befindet sich das Dorf Hoholete (Aldeia Hoholete), indem auch die nächstgelegene Grundschule steht. Nordöstlich liegt das Dorf Liclaucana (Aldeia Liclaucana). Dazu kommen in der Nachbarschaft einzeln liegende Gebäude im Südwesten.